# Важская Запань
Важская Запань — посёлок в Вельском районе Архангельской области. Входит в состав муниципального образования «Судромское». Расположен на территории Важского заказника - особо охраняемой природной территории. 

## География
Посёлок расположен в 22 километрах на север от Вельска на федеральной автотрассе М8 «Холмогоры», на левом берегу реки Вага (приток Северной Двины). Ближайшие населённые пункты: на юго-западе деревня Пустыньга муниципального образования «Муравьёвское». Западнее посёлка расположен дачный посёлок.
Часовой пояс
Важская Запань, как и вся Архангельская область, находится в часовой зоне МСК (московское время). Смещение применяемого времени относительно UTC составляет +3:00.

## Население
| 2002 | 2010 | 2012 | 2014 |
| ---- | ---- | ---- | ---- |
| 57   | ↗67  | ↗77  | →77  |

## Объекты культурного наследия
- Стоянка «Важская Запань-1» - Памятник археологии, Недатированная стоянка древнего человека, расположена в 400 метрах от посёлка.  Объект культурного наследия № 2930013000№ 2930013000
- Стоянка «Важская Запань-2» - Памятник археологии, Недатированная стоянка древнего человека.  Объект культурного наследия № 2930014000№ 2930014000[7]